# 台湾民主自治同盟北京市委员会
台湾民主自治同盟北京市委员会，简称台盟北京市委、北京台盟，是台湾民主自治同盟在北京市的地方组织。